# Квемо Ґурґеніані
Квемо Ґурґеніані (груз. ქვემო გურგენიანი) — село в Грузії.
За даними перепису населення 2014 року в селі проживає 357 осіб.